# Битва за Бардію
Битва за Бардію (англ. Battle of Bardia) — триденна битва між австралійсько-британськими військами союзників, що входили до складу 2-го Австралійського Імперського Експедиційного командування та формуваннями італійського 23-го корпусу генерал-лейтенанта Аннібале Бергондзолі в рамках операції «Компас» у ході кампанії в Лівійській пустелі за опанування лівійського морського порту-міста Бардія. Бойові дії, що тривали з 3 по 5 січня, стали першою битвою Другої світової війни, в якій взяла участь австралійська армія. 6-та дивізія генерал-майора Айвена Маккея атакувала італійські сили в лівійській фортеці Бардія, що значно її перевищували, за сприянням повітряної підтримки та вогню корабельної артилерії, а також невеликої кількості танків «Матильда».

## Зміст
Невелике містечко Бардія, що розташоване на лівійському узбережжі Середземного моря, в регіоні Киренаїка, приблизно в 30 кілометрах від кордону з Єгиптом, слугувало як військовий форпост під час колонізації Італії цього регіону. На початок Другої світової війни Бардія мала потужний укріплений оборонний комплекс, завдовжки 29 км, що проходив по дузі навколо міста та околиць.
Після розгрому італійських військ у битві біля Сіді-Баррані, основна маса Італійського експедиційного корпусу відступила до Бардії. Тут зосередилося до 45 тисяч італійських військових, в основному зі складу 23-го корпусу генерала Аннібале Бергондзолі.
Уранці 3 січня 1941 року, війська 16-ї бригади 6-го австралійської дивізії, за потужної підтримки артилерійського вогню, у тому числі британських кораблів з моря, атакували й прорвали західній фас захисного периметра укріпленого району. Група британських бойових кораблів, зокрема лінкорів HMS «Ворспайт», HMS «Валіант», HMS «Барем» та кораблів супроводження вела інтенсивний обстріл італійських вогневих позицій, фортифікаційних укріплень та опорних пунктів в межах міста. З повітря дії наступаючих військ підтримували бойові літаки палубної авіації з борту авіаносця HMS «Іластріас».
Одночасно частка сил 6-го батальйону влаштувала прорив на південному фланзі італійських позицій, а згодом на півдні оточеного міста-фортеці до штурму приєдналися підрозділи 17-ї австралійської бригади, що здійснили спробу очистити цей фланг італійської оборони. Водночас, 16-а бригада наступала до центру самої Бардії. Наприкінці другої половині дня 4 січня, спільними зусиллями австралійських військ, Бардія була захоплена, хоча італійський опір у південній частині периметра, де він був особливо визначеним, не припинявся до самого ранку 5 січня. Протиборчі сторони вели жорстоку боротьбу ще тривалий час.
Штурм Бардії коштував 6-й дивізії військових втрат: 130 осіб убитими в бою і 326 пораненими. У полон було захоплено близько 36 000 італійських солдатів та офіцерів і велика кількість зброї, продовольства, військового майна та алкоголю. Союзники захопили 26 гармат берегової оборони, 7 середніх, 216 польових й 146 протитанкових гармат, 12 середніх танків M13/40 і 115 танкеток L3, і, мабуть, найбільш важливим з усіх, 708 одиниць транспортних засобів.

## Відео
- Battle Of Bardia (1941) [Архівовано 20 квітня 2014 у Wayback Machine.]